# Armada Nacional del Uruguay
La Armada Nacional es la rama marítima de las Fuerzas Armadas de la República Oriental del Uruguay. Su misión principal es ejecutar los actos que imponga la Defensa Nacional en el ámbito naval, custodiando la soberanía, independencia e integridad territorial del país, y salvaguardando los recursos estratégicos del Estado, a niveles marítimos, fluviales y lacustres. Su Comandante en Jefe es el Presidente de la República, y depende orgánicamente del Ministerio de Defensa Nacional de Uruguay. Desde el retorno de la democracia en Uruguay durante el año 1985, todo ello ha sido llevado a cabo bajo el mando del Presidente de la República, y de acuerdo con la Ministra de Defensa Nacional de Uruguay.

## Historia

### Orígenes
Con voluntarios, que en su gran mayoría carecían de experiencia militar y de medios apropiados, se conformó al incipiente Ejército de la Provincia Oriental, que tan solo un mes más tarde en la Batalla de Las Piedras (1811) tuvo su bautismo de fuego y resultó vencedor frente a las fuerzas del Imperio Español. Como parte de ello se constituyó una primera Flota Artiguista, que estuvo al mando del Comandante de Marina Pedro Campbell.

### Independencia
Como parte del Imperio español, Montevideo, una ciudad fundada por Bruno Mauricio de Zabala, se encontraba con una bahía que había utilizado como un seguro fondeadero durante muchos años, siendo ésta la elegida como la mejor alternativa para establecerse un Apostadero del Atlántico Sur, necesario ante la amenaza inglesa de ocupación de ciertas tierras coloniales, y particularmente en las altas latitudes del Atlántico. Una disposición del 9 de agosto de 1776 dispuso la permanencia continua de dos fragatas de guerra en Montevideo, que serán relevadas al cabo de dos años, por otras dos, y así sucesivamente. Con el paso del tiempo, ello se convirtió en la principal base naval española sirviendo al Atlántico Sur y, además, también tenía jurisdicción sobre las Islas Malvinas, con la autoridad del Virrey de Buenos Aires, quien dependía directamente del Rey español. Esta inicial y elemental organización fue evolucionado con el tiempo, y transformó a Montevideo en una base naval plena, incorporándose servicios de almacenes, arsenales y hospitales, aumentando paulatinamente la dotación de buques. Para 1810, la Corona española disponía de una fuerza naval de 12 buques, y desde este puerto, se vigilaban las tierras americanas. Su jurisdicción abarcaba toda la Cuenca del Plata y el Atlántico Sur, aún incluidas las Islas Malvinas, que eran aprovisionadas y protegidas por sus buques. Mediante el Tratado de San Ildefonso, se ampliaron las responsabilidades, incluyéndose las Islas de Fernando Poo y Annobón, a pesar de su gran lejanía.
El 15 de noviembre de 1817 es considerado como el nacimiento de la Armada Nacional, cuando el General José Artigas le escribió a Juan Murphy, Oficial del Corsario La Fortuna, pero con el sello de armas de la República. La fecha de este documento es, además, tomada para conmemorar el Día de la Armada. La visión de Artigas hacia los asuntos marítimos quedó evidenciada en las siguientes seis medidas que consideraba necesarias: la defensa de la autonomía de los puertos provinciales, la creación de una marina mercante fluvial, la organización de una escuadrilla fluvial, el establecimiento de la guerra de corso, la apertura de los ríos interiores al comercio y navegación internacionales, y la promulgación del Reglamento Aduanero. Estas decisiones implicaron utilizar elementos del poder marítimo para poder alcanzar objetivos políticos y militares, particularmente en las manifestaciones sobre una escuadrilla fluvial, que tendría como objetivo combatir a Buenos Aires, y la guerra de corso para enfrentar a los portugueses y españoles.

### Los principios de República

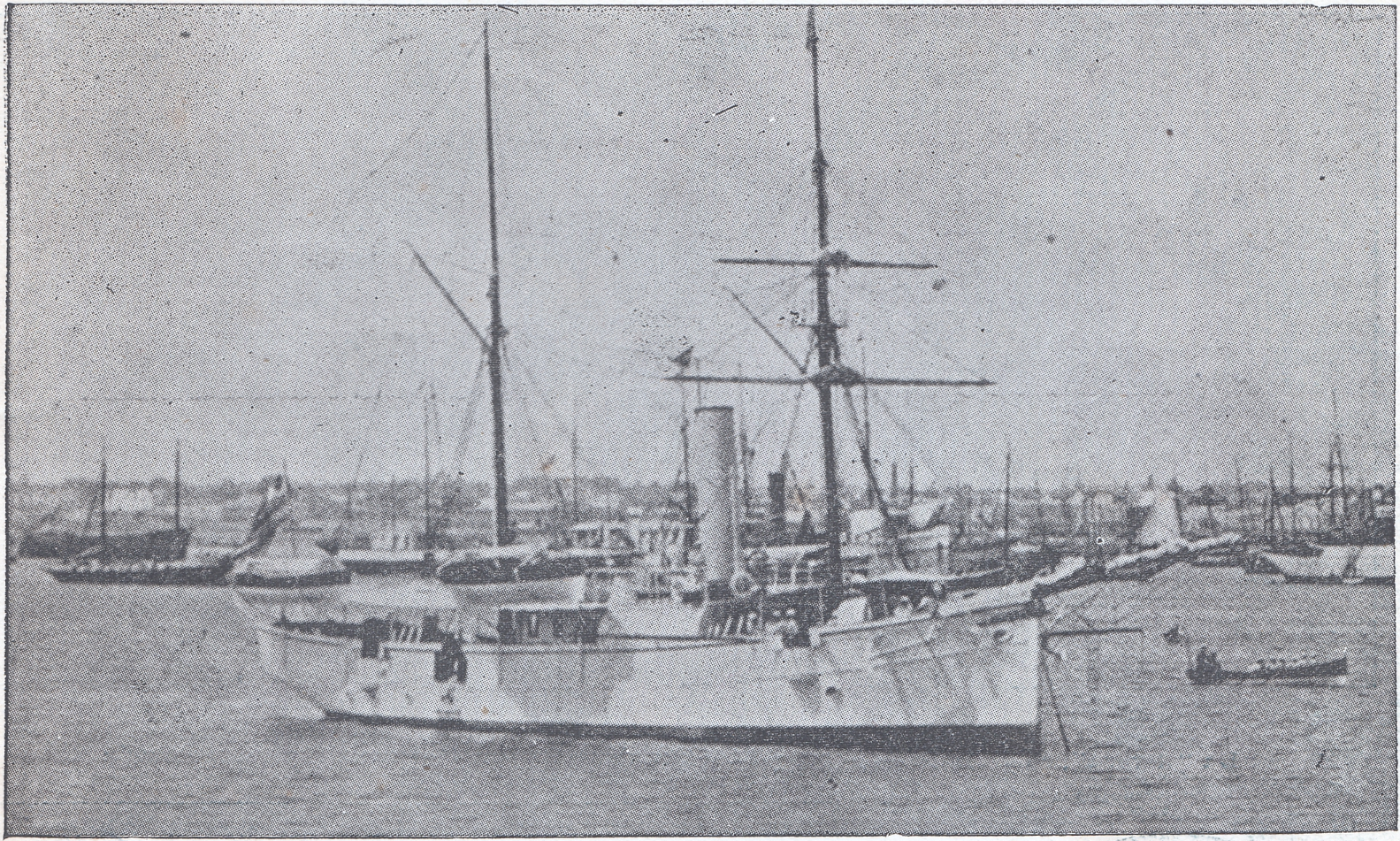
Cañonera General Rivera (1888-1903)

Luego de la independencia, una marina de guerra se estableció en virtud de Coronel Pablo Zufriategui, veterano de las campañas de Artigas y de los Treinta y Tres Orientales. Como Capitán General de Puertos, luchó contra el contrabando, y en 1832 dirigió la primera batalla como soberano de la goleta Águila, persiguiendo a la nave pirata Exquisit, en aguas uruguayas, y aunque esta fuerza siguió siendo demasiado pequeña como para poder desempeñar un papel decisivo en la Guerra Grande, se contó con el mando de Giuseppe Garibaldi, que logró capturar Colonia del Sacramento, la Isla Martín García, y Gualeguaychú. El buque insignia durante este período fue la corbeta Sarandí, cuyo nombre se remonta a una importante batalla en la guerra por la independencia.

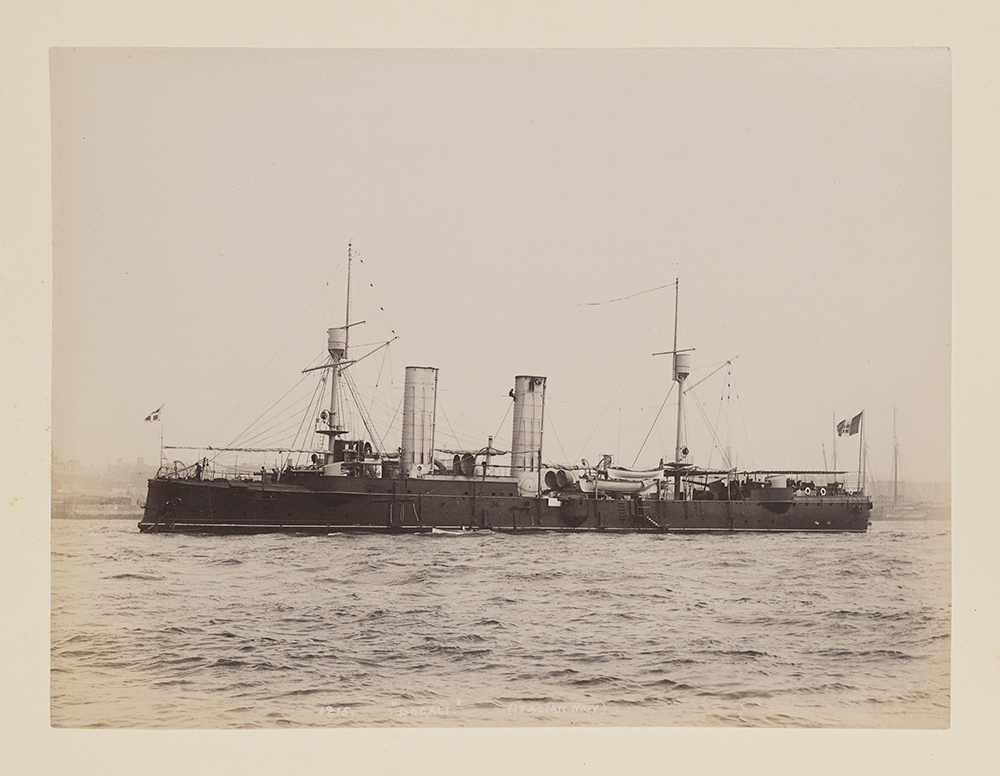
Crucero protegido 25 de Agosto / Montevideo (ex-Dogali italiano) (1908-1914)

Los primeros buques especialmente provistos para la guerra fueron las cañoneras General Rivera, el General Artigas y General Suárez. El primero fue ensamblado en Uruguay, por la Escuela de Artes y Oficios, el segundo fue construido en Trieste, que en aquel entonces formaba parte del Imperio Austrohúngaro, y el último había sido una cañonera francesa de 23 años, llamada Tactique, adquirida en 1886. El General Rivera fue el primer buque de la Armada que navegó a través del Estrecho de Magallanes. El General Rivera se hundió el 8 de octubre de 1903 debido a una explosión interna accidental de su pañol de municiones, causando 4 muertos y varios heridos.
En 1908 Uruguay compró al gobierno italiano el crucero Dogali, lo rebautizó como 25 de Agosto y en 1910 le cambió el nombre a Montevideo. El buque permaneció en servicio hasta el año 1914, fue desguazado en 1932.

### Edad Moderna

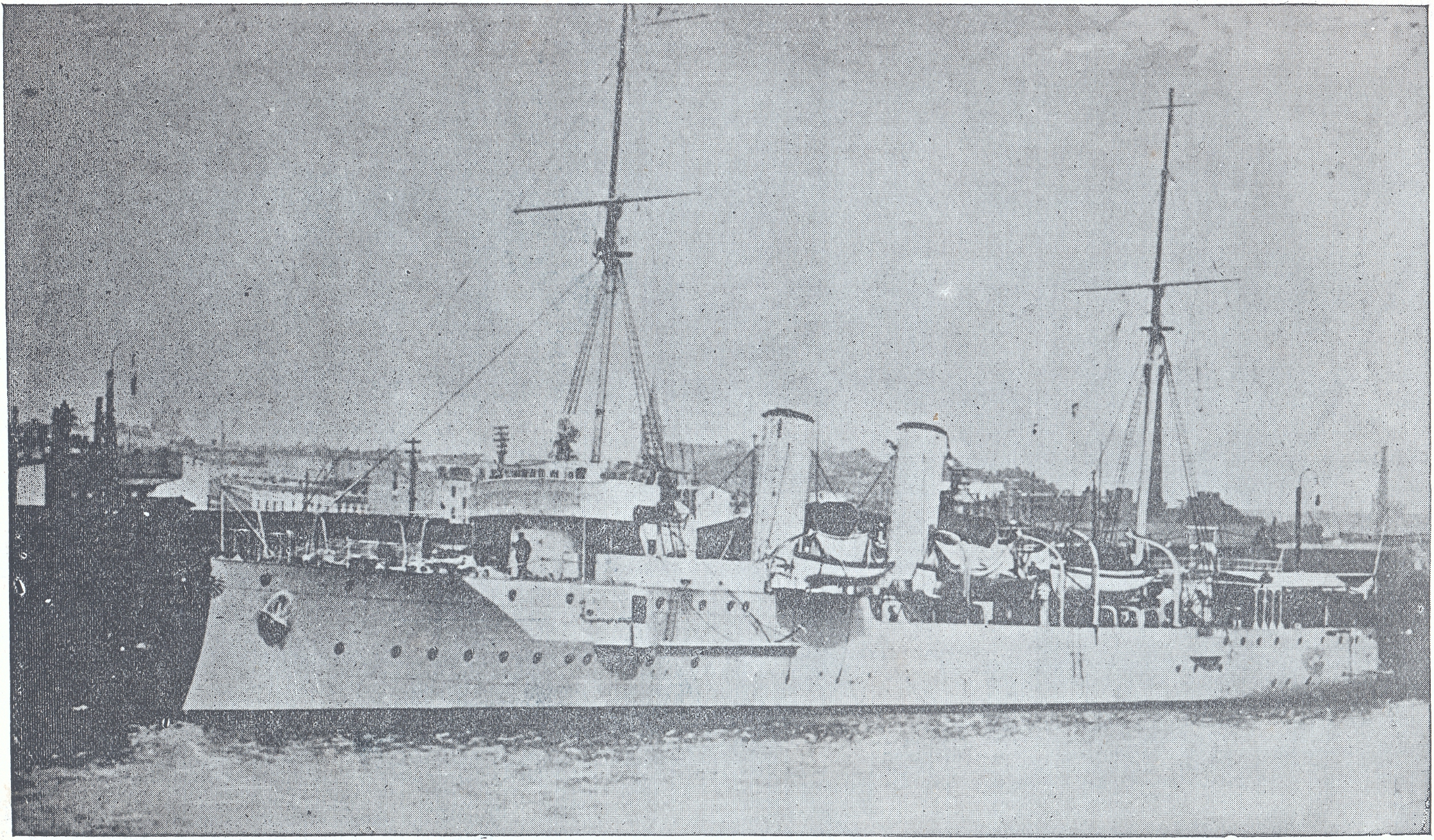
Torpedero Uruguay, entró en servicio en 1910 y fue dado de baja en 1951.

Con la estabilidad social alcanzada, ya comenzado el Siglo XX, y acompañado por una modernización en la organización estatal, el país se encontró viendo la posibilidad de un nuevo conflicto bélico como remota. Después de frustrados comienzos en 1817, 1863 y 1874, la Escuela Naval fue finalmente establecida, permanentemente, en diciembre de 1907, durante su primer año de presidencia. Sin embargo, y justo antes de la Primera Guerra Mundial, el 20.º Presidente Constitucional de Uruguay, Claudio Williman, dedicó considerables esfuerzos y gastos para en poder modernizar a la Armada. Uruguay se mantuvo neutral durante esa guerra.

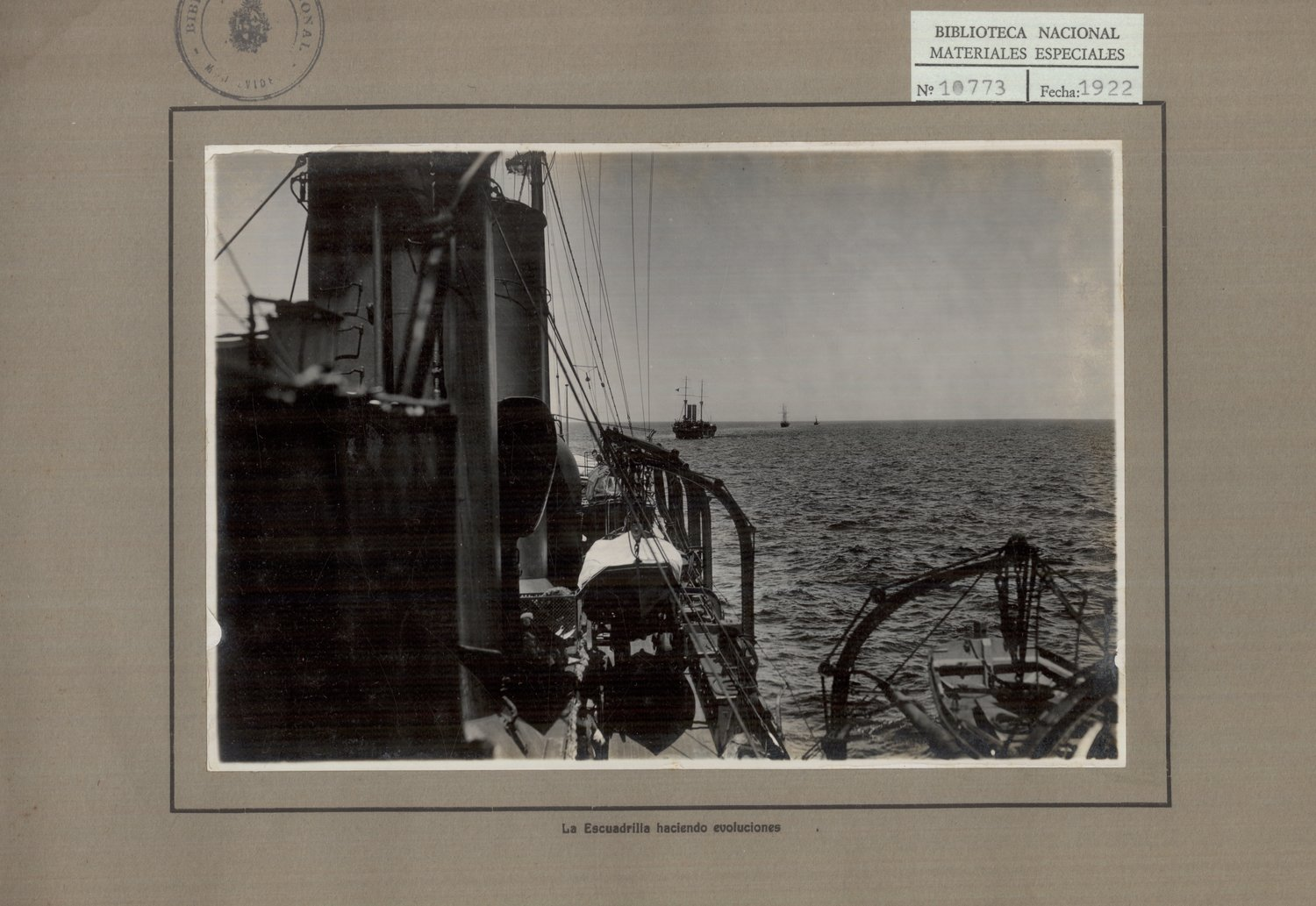
Buques uruguayos en maniobras militares en el año 1922.

En 1925, el Servicio de Aeronáutica de la Armada fue establecido por el Contraalmirante Atilio Frigerio, que se había convertido en el primer piloto de Uruguay en obtener el brevet de piloto militar en Aviano, Italia, durante el año 1912. La primera aeronave para este Servicio, sin embargo, no arribó hasta el año 1930. Posteriormente, en 1934, la primera Ley Orgánica de la Armada, elaborada en Inspección General de Marina, permitió que la Marina dejara de encontrarse subordinada directamente al Ejército Nacional de Uruguay.
Ante la falta de nuevos conflictos bélicos, la función militar se circunscribió solo a sus efectivos permanentes, y el servicio militar solo continuó profesionalizándose, pero en 1939, al producirse la Batalla del Río de la Plata, la tranquila y pacífica sociedad uruguaya fue conmovida, y se despertó un sentimiento patriota que se transformó en necesidad ciudadana de involucrarse de manera efectiva en la defensa de la Nación, promulgándose el 20 de julio del año 1940 la Ley N.° 9.943, correspondiente a la Ley de Instrucción Militar Obligatoria.

### Segunda Guerra Mundial

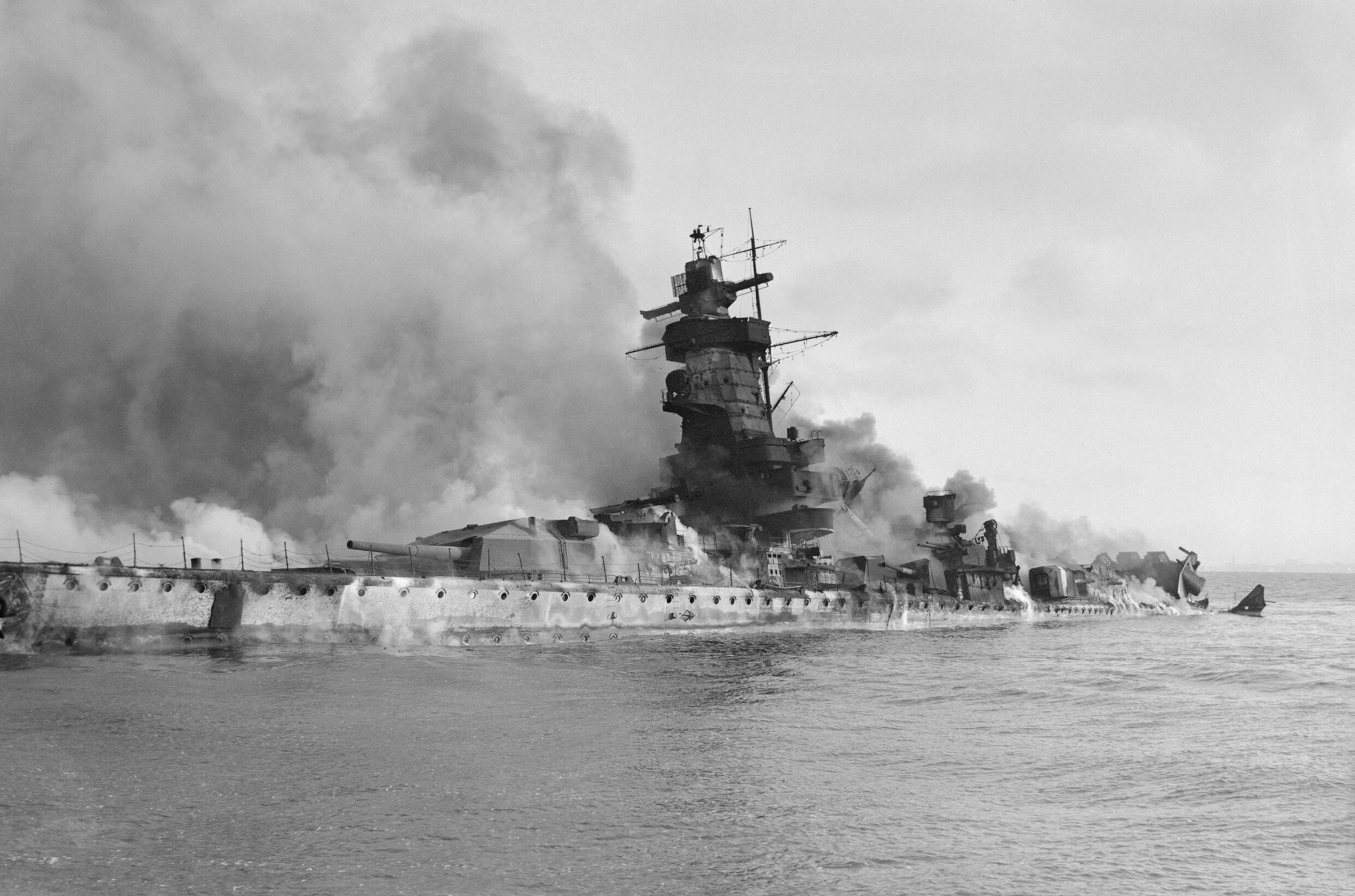
El hundimiento del crucero alemán Admiral Graf Spee es el suceso más conocido de Uruguay en la Segunda Guerra Mundial.

En diciembre de 1939, el Río de la Plata vio el primer combate naval de la Segunda Guerra Mundial, cuando el acorazado de bolsillo de la Alemania Nazi, Graf Spee, se enfrentó a los cruceros HMS Ajax, HMNZS Achilles (70) y HMS Exeter, huyendo hacia el Puerto de Montevideo, siendo Uruguay, oficialmente, neutral. En 1940, la Base Naval de la Paloma fue creada, se presentó la conscripción, y la Marina de Guerra estableció los batallones Zapicán, Honor y Patria, como parte de su flota de reserva. Al año siguiente, en 1941, fue establecida la Escuela de Guerra Naval, con el fin de perfeccionar la formación de sus Oficiales egresados de la Escuela Naval.
Aunque Uruguay no se unió oficialmente a los Aliados hasta el 15 de febrero de 1945, el país estuvo involucrado en la confiscación de dos cargueros italianos y dos daneses, en Montevideo. Estos buques fueron puestos a cargo de la Marina y rebautizados como Montevideo, Maldonado, Rocha, y Colonia, siendo el Montevideo hundido por un submarino italiano en marzo de 1942, mientras que en agosto de ese mismo año el Maldonado fue hundido luego de que su comandante fuera tomado prisionero por atacar a un submarino alemán. A raíz de estos hechos, Uruguay arrendó varios de sus buques para la Armada de los Estados Unidos, y recibió en 1944 la corbeta Maldonado, con capacidades de guerra antisubmarina. Por otra parte, el Servicio de Aeronáutica también recibió material de origen estadounidense, pasando a contar con seis hidroplanos Vought OS2U Kingfisher, en 1942. La actual Base Aeronaval N.° 2 "C/C Carlos A. Curbelo" de Laguna del Sauce en Maldonado, fue establecida en 1947.

### Guerra Fría

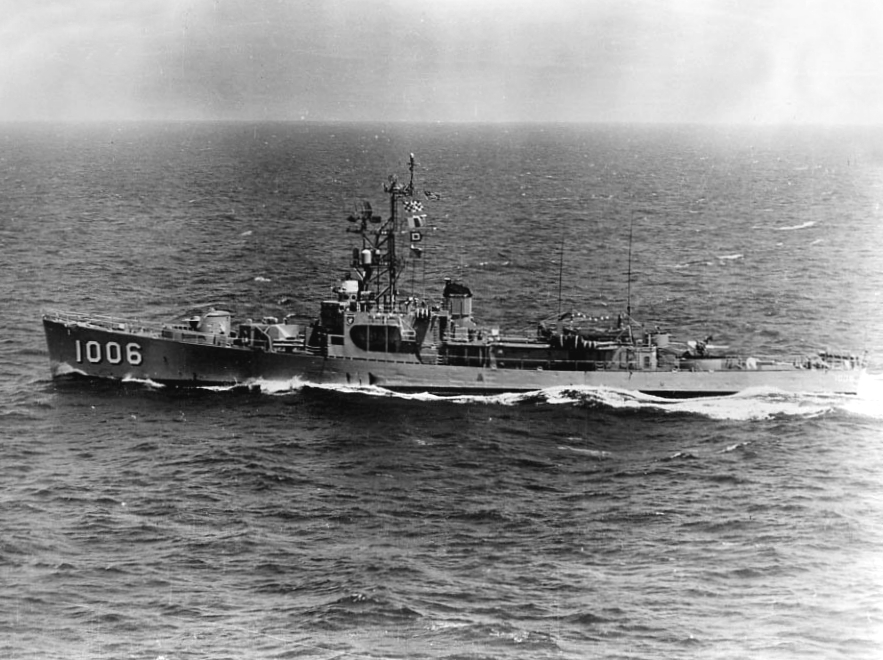
El destructor norteamericano USS Dealey (DE-1006) de la clase Dealey en 1969. Tres años después sería transferido a la Armada uruguaya y renombrado como ROU 18 de Julio (DE-3), prestando servicio hasta que fue dado de baja en 1991.

Tras la Segunda Guerra Mundial, el comienzo de la Guerra Fría vio el Tratado Interamericano de Asistencia Recíproca firmado en Río de Janeiro, Brasil. Ello proveyó defensa hemisférica, y requirió que los Estados signatarios trabajasen juntos para mejorar y coordinar los esfuerzos de sus respectivas fuerzas navales. Entre 1949 y 1952, la Aviación Naval de Uruguay recibió dieciséis bombarderos Grumman TBF Avenger, tres aeronaves de instrucción a pistónNorth American T-6 Texan, y doce cazas a pistón Grumman F6F-5 Hellcat. Mientras tanto, en 1952, la flota de superficie de la Armada recibió los destructores clase Cannon ROU Uruguay (DE-1) y ROU Artigas (DE-2) y, en 1953, la fragata Montevideo.
En 1957, comenzaron los ejercicios conjuntos entre la Armada de los Estados Unidos y las marinas de América Latina. La formación básica se orientó hacia la protección de las líneas de comercio marítimo y la comunicación, centrándose en la escolta de convoyes y ejercicios de guerra antisubmarina. Con el fin de mejorar la gama de la marina y capacidad de apoyo, el petrolero Presidente Oribe fue comprado en 1962. En 1971 fue adquirido un segundo buque de este tipo, el ROU (AO 28) Presidente Rivera, y en 1978 un tercero, el Juan Antonio Lavalleja.
Entre 1960 y 1962, tres Oficiales navales, a bordo del velero Alférez Cámpora, circunnavegaron el mundo, y en 1965 tres aeronaves de guerra antisubmarina Grumman S-2 Tracker fueron recibidas. En 1966, los barreminas Comandante Pedro Campbell y Montevideo fueron incorporados, y en 1968 también lo fue el Guardacostas denominado PR 12 Paysandú. En 1969, la embarcación auxiliar Huracán fue incorporada a la flota, y en 1970 también los barreminas Río Negro y Maldonado. En 1972 fue establecido el Cuerpo de Fusileros Navales (FUSNA) de infantería de marina, y en 1973 se sumó a la flota el destructor ROU 18 de Julio (DE-3). 
El 8 de febrero de 1973, el presidente Juan María Bordaberry, dentro del contexto de crisis política y social que el país se encontraba viviendo previo al golpe de Estado del 27 de junio de 1973, fue sustituido un Ministro de Defensa Nacional, para intentar mantener a las Fuerzas Armadas bajo control del Poder Ejecutivo, ante lo cual los Comandantes en Jefe del Ejército Nacional y la Fuerza Aérea Uruguaya anunciaron su desconocimiento, mientras que la Armada Nacional mantuvo su lealtad al gobierno. El 9 de febrero, fusileros de la Armada sitiaron la Ciudad Vieja de Montevideo, para protegerla del Ejército, pero finalmente, el 11 de febrero, y ante la sublevación de algunos de sus subalternos, el Vicealmirante Juan José Zorrilla renunció a su cargo como Comandante en Jefe de la Armada Nacional, siendo sustituido por Conrado Olazábal, quien fuera partícipe de la firma del Acuerdo de Boiso Lanza en el Aeródromo Militar "Cap. Juan Manuel Boiso Lanza" en Montevideo, el 12 de febrero de 1973.
En 1978, las reparaciones en el velero ROU 20 Capitán Miranda fueron completadas, convirtiéndose esta nave en un buque escuela, en el que los noveles Oficiales egresados de la Escuela Naval se embarcarán por el mundo.

### Actualidad

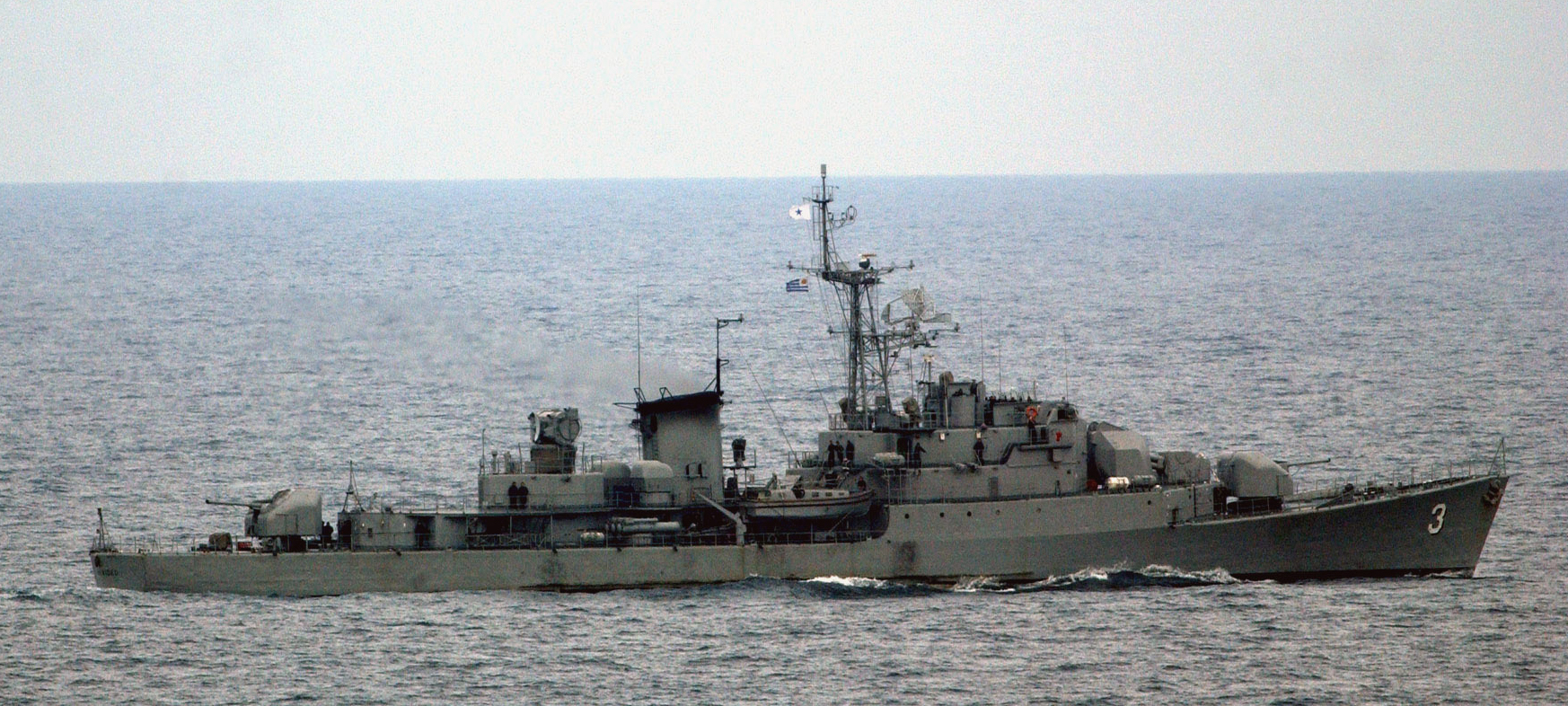
Fragata uruguaya Montevideo (1991-2016) de la clase Commandant Rivière, imagen del año 2004.

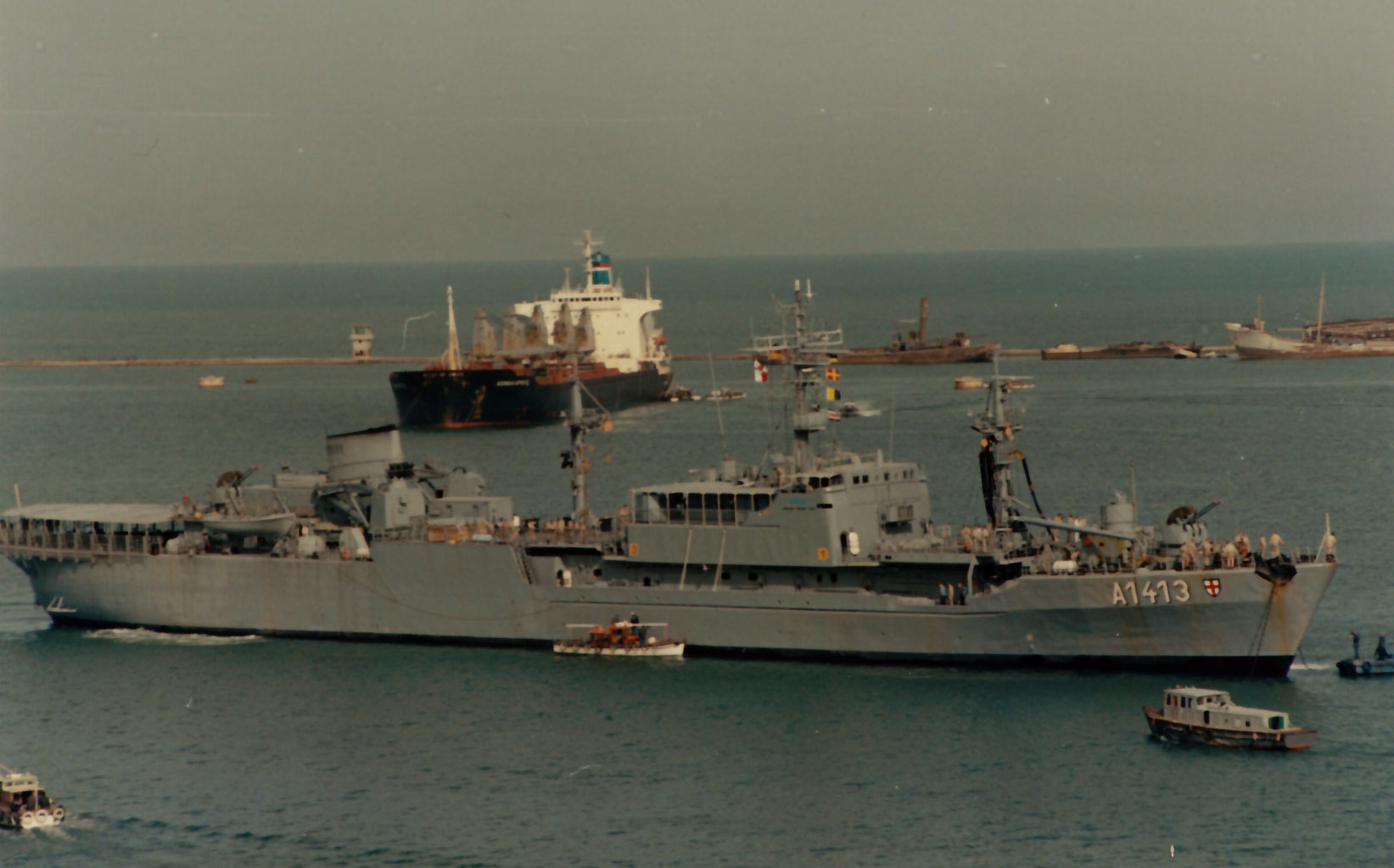
El buque de aprovisionamiento logístico General Artigas (ROU 04) en 1991 todavía en la armada alemana.

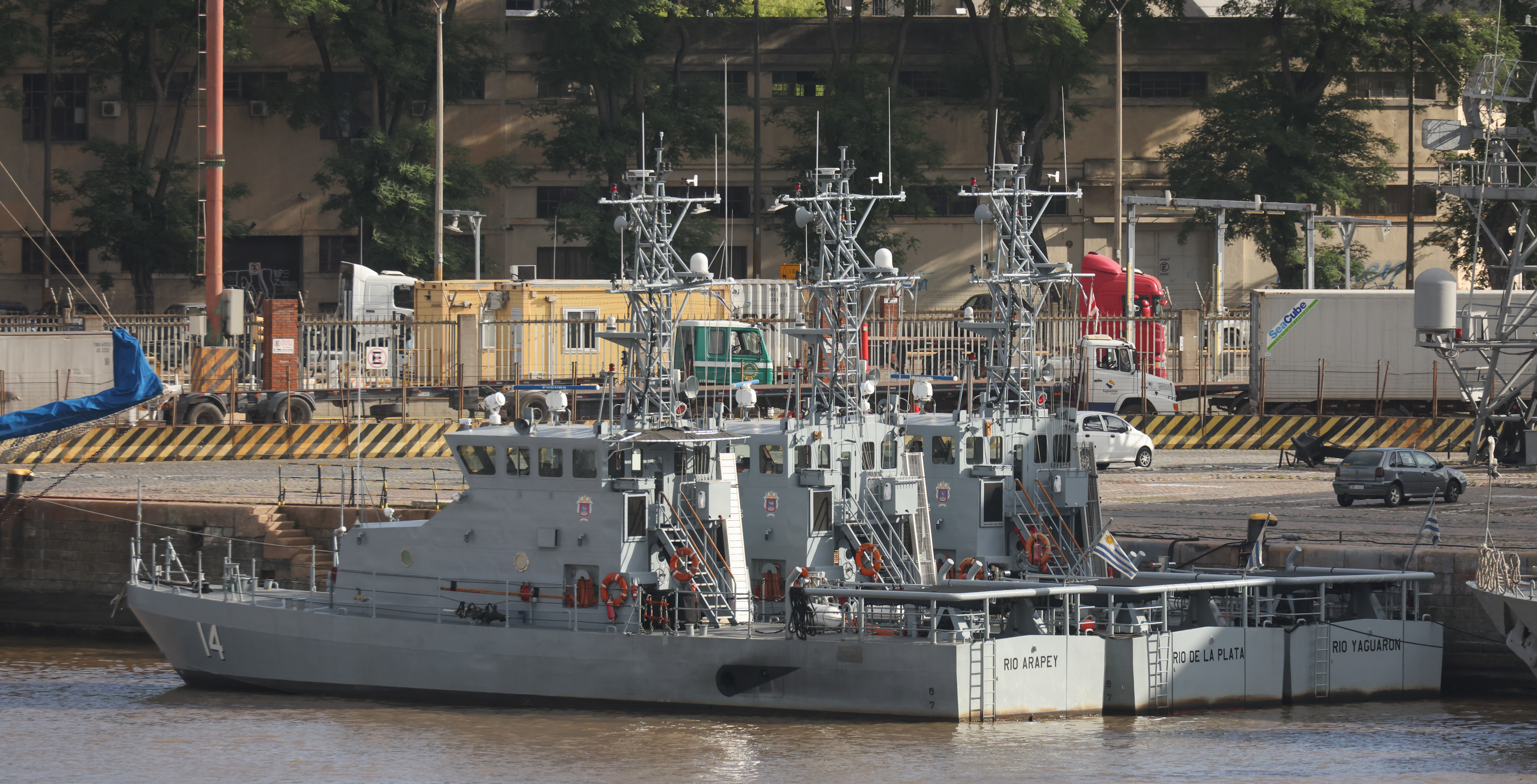
Patrulleros uruguayos en 2024.

En 1981 se recibieron tres patrulleros clase Vigilante, construidos por una empresa francesa, nombrados como ROU 05 15 de Noviembre, ROU 06 25 de Agosto y ROU 07 Comodoro Coe. En 1988, el balizador ROU 21 Sirius se construyó en Montevideo, en el dique de Punta de Lobos, y en noviembre de 1991 se adquirieron tres fragatas clase Commandant Rivière, pertenecientes a la Armada francesa, y que fueron nombradas como ROU 01 Uruguay, ROU 02 Artigas y ROU 03 Montevideo. Luego, en 2007, se agregarían dos fragatas de la Marina portuguesa, las cuales tienen el mismo diseño que la de la clase Commandant Rivière, pero son una variante mejorada denominada como Clase João Belo. Estas dos fragatas fueron las NRP Cte. João Belo y NRP Cte. Sacadura Cabral, que en la Marina uruguaya recibieron los nombres de ROU 01 Uruguay y ROU 02 Comandante Pedro Campbell.
Tras la caída de la Unión Soviética, una serie de ex buques de la Volksmarine de la Alemania Oriental fueron adquiridos. En diciembre de 1991 se reciben cuatro barreminas, que serían llamados ROU 31 Temerario, ROU 32 Valiente, ROU 33 Fortuna y ROU 34 Audaz, siendo éstos los nombres de los corsarios de la era de independencia. El 5 de agosto de 2000, el Valiente se hundió en una colisión contra un buque mercante griego llamado Skyros, muriendo 11 marineros. Además, se compraron, también provenientes desde la Volksmarine, dos remolcadores de altura. Uno de ellos fue en la Alemania Oriental el Otto von Guericke, y el otro el Zingst, que se convertirían en el ROU 26 Vanguardia y el ROU 27 Banco Ortiz.
Tras la retirada del servicio de la mayoría de los guardacostas que cumplían funciones en el litoral oeste del Uruguay, se incorporaron dos buques guardacostas que pertenecían a la Guardia Costera de Estados Unidos, que serían llamados ROU 10 Colonia y ROU 11 Río Negro. También, en septiembre de 1999, se incorporaron nueve lanchas Clase 44, de origen estadounidense, y destinadas a la Prefectura Nacional Naval.
Entre 1996 y 1999 se adquirieron dos helicópteros Wessex Wessex, junto a dos aviones Handley Page Jetstream, para entrenamiento de tripulaciones y misiones de patrulla marítima, siendo estos aviones sometidos a modificaciones locales que incluyeron la adopción de un radar APS-128, en instalaciones de la Aviación Naval. En 2006 se incorporaron seis helicópteros BO-105 y un Helibrás Esquilo. En 2013 se incorporó otro Beechcraft Super King Air para complementar al B200T en funciones de patrulla marítima y entrenamiento de tripulaciones. A finales de 1998, fue comprado a Alemania el Buque Científico ROU 22 Oyarvide, con el propósito de estudiar y trazar la plataforma continental. En 2003 también fue comprado a ese país el buque de aprovisionamiento logístico FGS Freiburg y dado de alta en la marina uruguaya como ROU 04 General Artigas.
En 2022, la Armada adquirió tres patrulleros de la clase Marine Protector; los USCGC Albacore, USCGC Cochito y USCGC Gannet provenientes de la Guardia Costera de Estados Unidos, que fueron denominados como ROU 14 Río Arapey, ROU 15 Río de la Plata y ROU 16 Río Yaguarón, reemplazando a dos patrulleros de la clase Cape que habían sido adquiridos en los años noventa.

## Misión
La Ley Orgánica de la Armada establece que la Armada Nacional, como parte integrante de las Fuerzas Armadas, tiene por misión esencial la defensa de la Constitución y las leyes del Estado, la integridad territorial y la política marítima de la República, a fin de contribuir a defender el honor, la independencia y la paz de la misma.

### En la Plataforma Continental

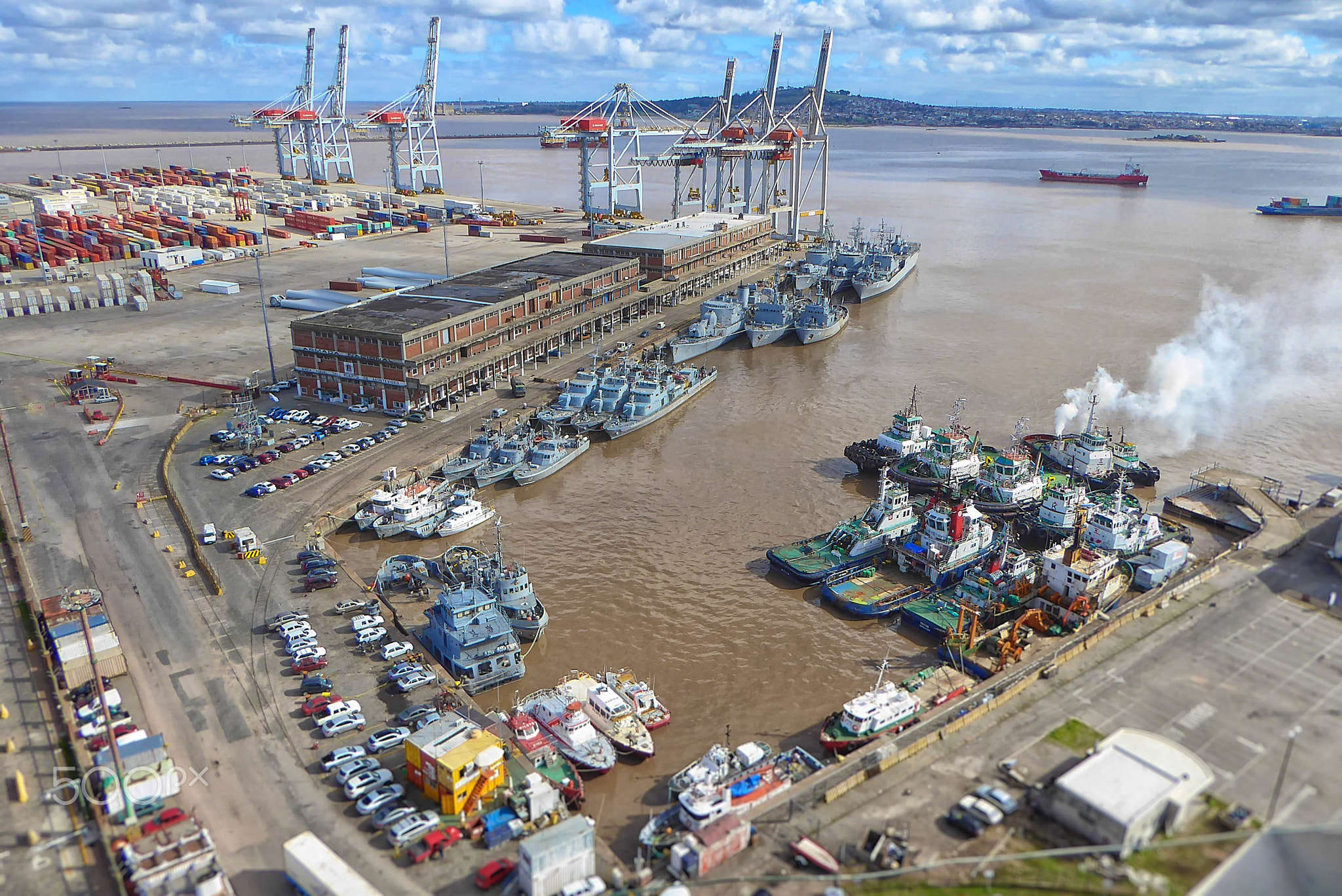
Vista aérea de parte del puerto de Montevideo con varios buques de la Armada de Uruguay, año 2016.

Por Resolución del Poder Ejecutivo del 20 de agosto de 1996, se creó la Comisión Asesora del Poder Ejecutivo para el Establecimiento del Límite Exterior de la Plataforma Continental. Esta tuvo como cometido el establecimiento del límite exterior de la plataforma continental más allá de las 200 millas marinas, lo que fue concebido, siendo integrada por:
- Ministerio de Relaciones Exteriores
- Ministerio de Defensa (Principalmente por el Comando General de la Armada)
- Ministerio de Ganadería, Agricultura y Pesca (Dirección Nacional de Recursos Acuáticos)
- Ministerio de Industria, Energía y Minería (ANCAP)

En 1998, la Ley de Recursos Marítimos fue aprobada, adecúa en alta concordancia con la legislación nacional a las normas contenidas en la Convención de las Naciones Unidas sobre el Derecho del Mar, la cual entró en vigor en el año 1994, y fue elaborada específicamente para la aplicación en el Uruguay. Dicha Ley, en el párrafo dos del artículo 10, creó una comisión especial a efectos de la fijación del límite exterior de la Plataforma Continental de la República, de acuerdo con las disposiciones del artículo 76 de la Convención. A su vez, en el artículo 18 de dicha Ley, se le fue encomendado a la Armada Nacional, los estudios y trabajos necesarios para establecer la traza del límite exterior de la plataforma continental. Para el cumplimiento de lo dispuesto en dicha Ley, la Armada Nacional creó la Oficina Coordinadora del Proyecto de Relevamiento de la Plataforma Continental, que en coordinación con las demás reparticiones de la Armada, fundamentalmente el Servicio de Oceanografía, Hidrografía y Meteorología de la Armada (SOHMA), ha llevado a cabo y coordinado el trabajo técnico y científico del proyecto, incluyendo su compilación y preparación.

## Organización
La Armada Uruguaya está conformada seis mandos principales, y cada uno de ellos tiene distintas misiones ejecutadas por distintos comandantes. 

### Comandos de la Armada
- Comando General de la Armada (COMAR). Tiene como misión la defensa del Estado uruguayo, de su integridad territorial, siendo su Jefe el Comandante en Jefe de la Armada Nacional.
- Estado Mayor General de la Armada (ESMAY). Tiene por objetivo asistir y asesorar al Comandante en Jefe, proveyendo la información necesaria para la toma de decisiones.
- Dirección General de Finanzas (DIGFA). Es el órgano responsable de controlar y ejecutar la planificación financiera de la Armada, y de realizar el asesoramiento y recomendaciones al Mando Superior, sobre políticas de administración y eficiencia de los recursos asignados.
- Comando de la Flota (COMFLO). Es la encargado de emplear, organizar, adiestrar, alistar y sostener las fuerzas navales, efectivos y medios aéreos y terrestres. Anteriormente también agrupaba a los Fusileros Navales, que en el año 2018 fue fusionado con la Unidad de Apoyo de la Prefectura (UNAPO), resultando en el Comando de Infantería de Marina (COMIM). También forman parte del Comando de la Flota el Comando de la Aviación Naval (COMAN), el Grupo de Buceo y las Fuerzas de Mar.
- Dirección General de Material Naval (DIMAT). Su objetivo es crear, conservar y rehabilitar los medios materiales de la Armada.
- Dirección General de Personal Naval (DIPER). Se encarga del reclutamiento, formación profesional y movilización del personal de la Armada.
- Prefectura Nacional Naval (PRENA). Su misión es mantener el orden público, ejercer el control de la seguridad de la navegación como autoridad policial en las áreas marítimas, fluviales y lacustres en jurisdicción de la Armada Nacional, desarrollar políticas de preservación del medio ambiente acuático, especialmente en la lucha contra la contaminación e intervenir en el abanderamiento de buques

### Cuerpos de Comando
- Cuerpo General (CG)

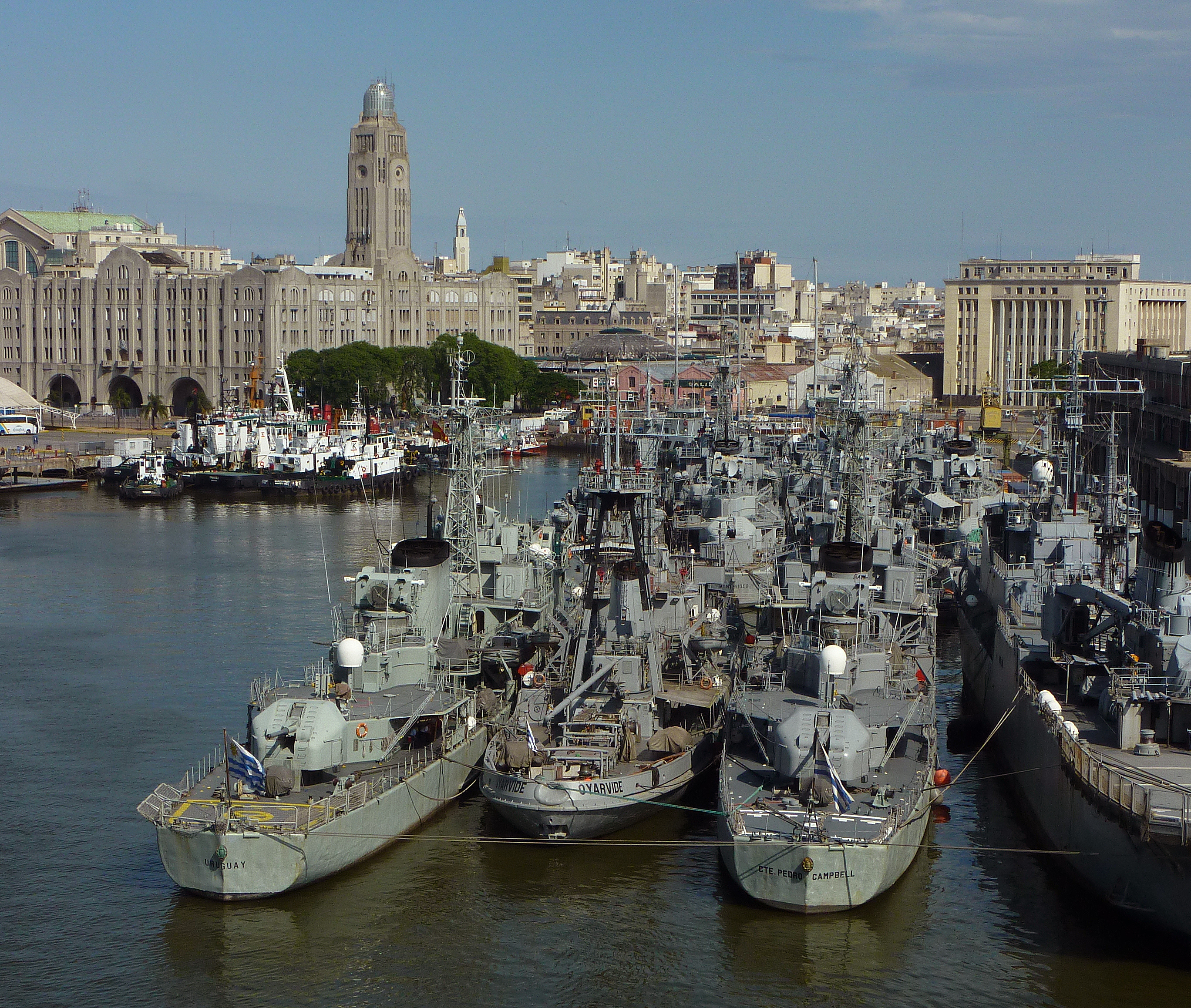
Vista trasera de varios buques de la Marina de Uruguay, año 2011.

- Cuerpo de Ingenieros de Máquinas y Electricidad (CIME)
- Cuerpo de Aprovisionamiento y Administración (CAA)
- Cuerpo de Prefectura (CP)

### Cuerpos de los Servicios Generales
- Cuerpo Auxiliar (CA)
- Cuerpo Especialista (CE)
- Cuerpo Médico (MED)
- Cuerpo Odontólogo (ODONT)

### Reserva Naval
- Reserva Naval (RN) (En lugar de la Coca Naval, símbolo que utiliza el Oficial de Carrera, llevar en el grado, el sol de la Armada Nacional sobre el último galón, diferenciando de esta forma su formación militar y su comando sobre tropas)

Miles de voluntarios y empleados públicos designados concurren a recibir Instrucción Militar y así se forman los dos Batallones de Voluntarios de Marina denominados "Zapicán”, con sede en la Escuela Naval, y “Honor y Patria”, instalado en el ex polígono de la Marina, el hoy actual Centro de Instrucción de la Armada. El primer Jefe de estos voluntarios, el Capitán de Navío Don Washington Marroche, lega una consigna. El 20 de julio de 1940, cuando son entregados los Pabellones de Guerra a estos ciudadanos, expresa:

Que los ciudadanos Orientales deben dar más de lo que la Patria pide y antes de que lo exija

Estas palabras constituyen actualmente la divisa de los blasones heráldicos de la Dirección de la Reserva Naval. En el año 1942 ambos batallones se fusionaron, formándose la Reserva Naval en el Centro de Instrucción, siendo su primer Jefe el Capitán de Navío Marroche quien junto con el Profesor TN (RN) Agustín Beraza, dimensionaron la figura del Comandante Pedro Campbell.
Desde ese entonces, la Reserva Naval viene cumpliendo ininterrumpidamente con la misión y tareas asignadas por el Mando Naval y las leyes vigentes en cada tiempo: complementar las dotaciones de la Armada, defender el Estado efectuando defensa de costas, estando lista ante cualquier emergencia, generando una conciencia marítima nacional en todo el pueblo uruguayo.
Setenta años después, continuando ese rumbo los ciudadanos voluntarios que ingresan entre los 18 y los 40 años, que sienten vocación por el mar, encuentran su oportunidad en la Reserva Naval. Es así, que se han mantenido los cursos de Oficiales y Marineros en el Centro de Instrucción de la Armada.

## Academias

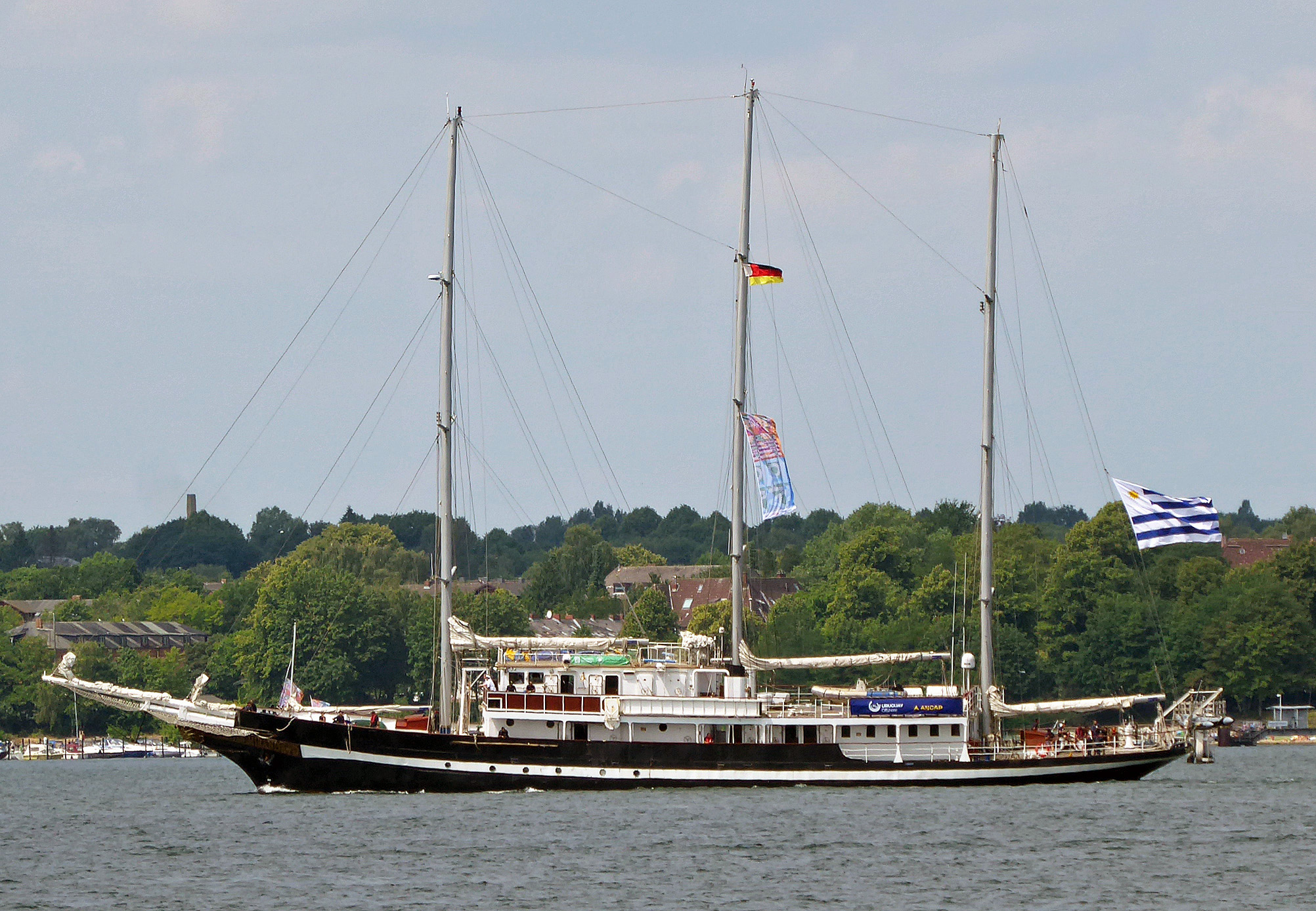
El buque escuela uruguayo Capitán Miranda.

- Centro de Adiestramiento de Infantes de Marina (CADIM). Su misión es proveer fuerzas navales organizadas y adiestradas para el combate terrestre.[13]
- Escuela de Aviación Naval (ESANA). Tiene como fin capacitar al personal de la Armada para planificar, ordenar y conducir operaciones aéreas.
- Escuela de Guerra (ESGUE). Centro de desarrollo de estrategia y doctrina de la Armada, propendiendo a través de actividades académicas de alto nivel, la proyección de todos los ámbitos de actividad institucional.[14]
- Escuela Naval (ESNAL). Desarrolla moral, intelectual y físicamente al alumno y capacitar y evaluarlo, de acuerdo a los estándares fijados por la Organización Marítima Internacional y fomentar el desarrollo de la conciencia marítima uruguaya.[15]
- Escuela de Especialidades (ESESP). Brinda la formación básica y avanzada del Personal Subalterno de la Armada.[16]
- Centro de Instrucción de la Armada (CIARM).[17]

### Centro Coordinador de Rescate
El 20 de junio de 1967, por Decreto del Poder Ejecutivo, se creó el Centro Coordinador de Búsqueda y Rescate en el Mar, luego de la adopción del Convenio SAR 1979, del Comité de Seguridad Marítima de la Organización Marítima Internacional que divide los océanos del mundo en 13 zonas de búsqueda y rescate, y en la cual, cada país interesado encuentra delimitada su área de responsabilidad para la coordinación de este tipo de servicio. El 2 de septiembre de 1987, cuando por se aprueba la Ley N.° 15.894, correspondiente a la Ley de Búsqueda y Salvamento Marítimo en Uruguay, se asumen las obligaciones que el mismo implicaba, contándose como área de responsabilidad, un segmento de la Zona 5 – Atlántico Sudoccidental, que también integran Argentina o Brasil.

## Infraestructura

### Astilleros y Puertos de Servicio

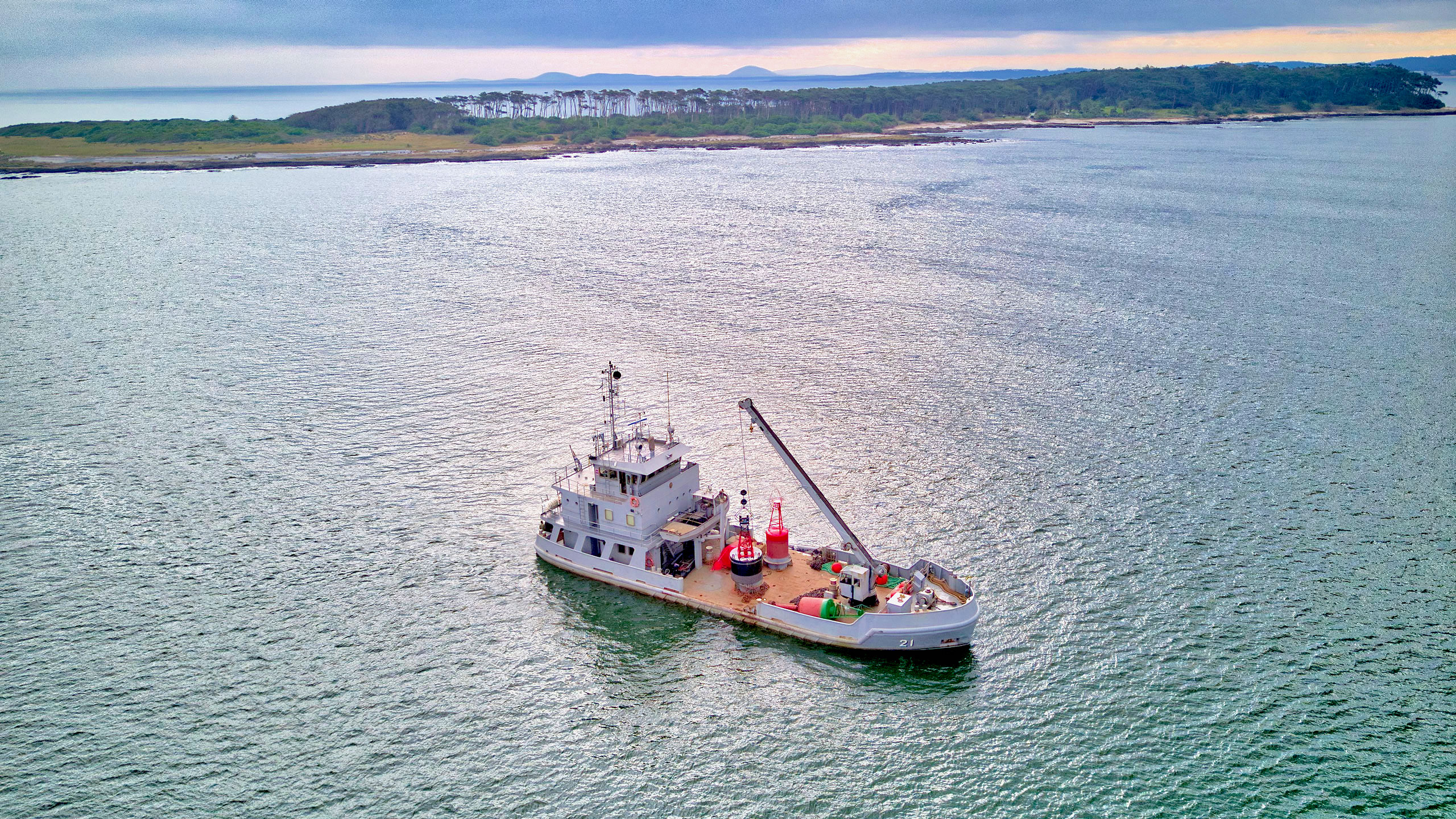
Buque auxiliar de la flota uruguaya ROU 21 Sirius.

El Servicio de Construcciones, Reparaciones y Armamento, subordinado a la Dirección General del Material Naval, tiene la misión de construir, reformar, reparar y mantener los Buques de la Armada, del Estado y particulares, nacionales y extranjeros, a fin de contribuir al alistamiento del material naval, así como al desarrollo de las capacidades industriales y tecnológicas propias y del país en el área referida. Para estas labores cuenta con las siguientes instalaciones:
1. Dique Seco de Punta de lobos
2. Astillero de Punta de Lobos
3. Varadero de 150 toneladas.
4. Dique Mauá

- as(2010)
- barcaza de combustibles 2 RIO DE LOS PAJAROS (2011)

#### Puertos de servicio
La Armada uruguaya cuenta con cuatro bases principales, ubicadas a lo largo de la costa uruguaya. Además de estas, están las bases de la Prefectura Nacional Naval, que están repartidas por todo el Uruguay.

Estas son:
- BA.NA.PU. (siglas para Base Naval del Puerto), esta lleva en nombre del Teniente de Navío Carlos Machitelli y encuentra enclavada en el Área Naval del puerto de Montevideo, capital del departamento homónimo y del Uruguay.[21] Se tiene pensado, como plan a futuro, trasladar la esta base naval hacia Punta de Lobos en el Cerro de Montevideo, para así dar más espacio al puerto.[22]
- Base Naval de Fray Bentos, localizada en Fray Bentos, Departamento de Río Negro, es utilizada por la Prefectura Nacional Naval para la protección de las aguas uruguayas del Río Uruguay.
- Base Naval de Punta del Este, ubicada en la ciudad homónima en el departamento de Maldonado. Esta controla parte de las aguas orientales del Río de la Plata y parte de la costa atlántica uruguaya.
- A.N.PAL. (siglas para Apostadero Naval La Paloma), esta lleva el nombre del Capitán de Corbeta Ernesto Motto. Situada en la ciudad de La Paloma en el departamento de Rocha, ubicada en el Cabo Sta. María, aproximadamente, en el punto medio de la costa atlántica uruguaya. Sirve de soporte a los buques de la Armada abocados a la guardia de búsqueda y rescate en el mar y al control de las aguas jurisdiccionales.[23]

## Navíos en servicio
La Armada uruguaya cuenta con 23 buques, divididos en cuatro divisiones, cada una emplea una función distinta:
- División Escolta; esta división tiene por misión la administración y supervisión de los buques asignados, para mantener así mantener el más alto grado de eficiencia.[24]
- División Patrulla; debe ejecutar misiones de rescate aéreo, controlar las aguas juidiccionales, remolques, entre otras.[25]
- División Minado y Contraminado; ejecuta misiones de búsqueda y rescate, en la costa este del Uruguay, además, fue creado especialmente para trabajar con minas marinas.[26]
- División Servicios; esta división se encarga de búsqueda y rescate, remolques, misiones hidrográficas, entre otras cosas.[27]

| Buque                          | Nombre          | Clase                     | Tipo                                 | Notas |
| ------------------------------ | --------------- | ------------------------- | ------------------------------------ | --- |
| División Escolta               |                 |                           |                                      | |
| ROU 04                         | General Artigas | Clase Lüneburg            | Buque de aprovisionamiento           | Ex buque de la Marina Federal luego Marina Alemana- FGS Freiburg                                                        |
| División Patrulla              |                 |                           |                                      | |
| ROU 10                         | Huracan         | Bandera de Corea del Sur  | Buque de Patrulla                    | |
| ROU 11                         | Río Negro       | Clase Cape                | Buque de Patrulla                    | Ex buque de la Guardia Costera de EE. UU. USCGC Cape Horn (WPB-95322)                                                   |
| ROU 14                         | Río Arapey      | Marine Protector          | Buque de Patrulla                    | Ex buque de la Guardia Costera de EE. UU. USCGC Albacore (WPB-87309)                                                    |
| ROU 15                         | Río de la Plata | Marine Protector          | Buque de Patrulla                    | Ex buque de la Guardia Costera de EE. UU. USCGC Cochito (WPB-87329)                                                     |
| ROU 16                         | Río Yaguarón    | Marine Protector          | Buque de Patrulla                    | Ex buque de la Guardia Costera de EE. UU. USCGC Gannet (WPB-87334)                                                      |
| Adiestramiento                 |                 |                           |                                      | |
| ROU 20                         | Capitán Miranda | Goleta de tres mástiles   | Velero escuela de mástiles altos     | Construido por la Sociedad Española de Construcción Naval originalmente para ser un buque Oceanográfico                 |
|                                | Bonanza         | Bandera de Estados Unidos | Velero oceánico                      | Utilizado por la Escuela Naval, construido en Annapolis                                                                 |
| Servicio de Buques Auxiliares  |                 |                           |                                      | |
| ROU 21                         | Sirius          | Stand Carrier 3510        | Buque balizador                      | Construido por el SCRA. (Servicio de Construcciones, Reparaciones y Armamento) bajo lineamientos y desarrollos de Damen |
| LH                             | Trieste         | Clase 100A                | Lancha Hidrográfica                  | Astilleros Massimo Petronio (Trieste-Italia)                                                                            |
| ROU 22                         | Oyarvide        | Estados Unidos            | buque científico                     | |
| División Servicios             |                 |                           |                                      | |
| ROU 23                         | Maldonado       | Clase Wangerooge          | Remolcador de salvataje              | Ex buque de la Marina Federal luego Marina Alemana- FGS Norderney                                                       |
| ROU 26                         | Vanguardia      | Clase Piast               | Buque de rescate y rescate submarino | Ex buque de la VM- luego Marina Alemana- FGS Otto Von Guericke                                                          |
| LD 42                          |                 | Clase LADES               | Lancha de Desembarco                 | Construida por el SCRA                                                                                                  |
| LD 44                          |                 | Clase Hochtief            | Pontón Grúa                          | |
| División Minado y Contraminado |                 |                           |                                      | |
| ROU 31                         | Temerario       | Kondor II                 | Dragaminas                           | Ex buque de la VM- luego Marina Alemana- Riesa                                                                          |
| ROU 34                         | Audaz           | Kondor II                 | Dragaminas                           | Ex buque de la VM- luego Marina Alemana- Eisleben                                                                       |
| Prefectura Nacional Naval      |                 |                           |                                      | |
| ROU 448                        |                 | Bandera de Estados Unidos | Lancha de Patrulla                   | Ex buque de los Guardacostas de los Estados Unidos                                                                      |
| ROU 445                        |                 | Bandera de Estados Unidos | Lancha de Patrulla                   | Ex buque de los Guardacostas de los Estados Unidos                                                                      |
| ROU 442                        |                 | Bandera de Estados Unidos | Lancha de Patrulla                   | Ex buque de los Guardacostas de los Estados Unidos                                                                      |
| ROU 441                        |                 | Bandera de Estados Unidos | Lancha de Patrulla                   | Ex buque de los Guardacostas de los Estados Unidos                                                                      |
| ROU 72                         |                 | Bandera de Uruguay        | Buque de Patrulla                    | Fabricación por el SCRA (Servicio de Construcciones, Reparaciones y Armamento)                                          |

## Aviación Naval
Actualmente, la Aviación Naval, junto a la Fuerza de Mar y el Comando de Infantería de Marina, conforma uno de los tres elementos básicos del Comando de la Flota, brindando el apoyo aéreo necesario para las operaciones que la Armada Nacional realiza como parte de su misión y en defensa de la soberanía nacional.
El 8 de agosto de 1912, el Alférez de Navío Atilio Frigerio realiza en Aviano, Italia, su primer vuelo solo y obtiene el brevet de piloto N.º 154 adjudicado por la Federación Aérea Internacional, convirtiéndose en el primer aviador militar uruguayo de la historia e integrando el reducido núcleo de pioneros de la aviación mundial.
Estando en un curso de electrónica en Italia solicita a la Armada de Uruguay que se le incluya en el Curso de Pilotos de la Escuela de Aviano. La gestión de la Armada Nacional hace que se le incluya a Frigerio como excepción, ya que no se admitían extranjeros. 
Una vez aprobado el Curso, al retornar al Uruguay, el presidente de la República le encomienda que planifique el desarrollo de la Aviación nacional.
Dentro del conjunto de misiones que desempeña la Aviación Naval se destaca el detección de pesqueros infractores, buques que atentan contra el medio ambiente marino y misiones de salvaguarda de la vida humana en el mar, ejerciendo soberanía y resguardando recursos naturales, misiones de apoyo a la Armada Nacional en general.
La Armada Nacional en la actualidad posee un número de aeronaves destinadas a la patrulla marítima, misiones de búsqueda y rescate SAR, y apoyo a las demás Fuerzas Armadas y unidades de la Armada misma.
La base principal de la Aviación Naval se encuentra en el Departamento de Maldonado. Es la Base AeronavalC/C Carlos A. Curbelo, ubicada en proximidades del Aeropuerto Internacional Capitán de Corbeta Carlos A. Curbelo ubicado en la Laguna del Sauce, a unos 111 km hacia el este de Montevideo.
Con la adquisición del buque logístico y control ROU 04 General Artigas, la Armada comienza a operar con aeronaves embarcadas, lo que supone un gran salto en la historia de esta institución, que hasta el momento no había contado con este tipo de unidades aéreas.

### Lista de aeronaves en servicio
| Aeronave                       | Cantidad | Tipo de aeronave                                          | Origen         | Estado      |
| ------------------------------ | -------- | --------------------------------------------------------- | -------------- | ----------- |
| Helicópteros de transporte     |          |                                                           |                |             |
| Bell 412                       | 2        | Helicóptero de tipo multipropósito                        | Italia         | En servicio |
| Aeronaves de exploración y ASW |          |                                                           |                |             |
| B200T                          | 2        | Aeronave de tipo ASW                                      | Estados Unidos | En servicio |
| O-2A                           | 3        | Avión de observación militar, patrulla fluvial y lacustre | Estados Unidos | En Servicio |
| Entrenadores                   |          |                                                           |                |             |
| T-34C-1                        | 2        | Avión entrenador y ataque                                 | Estados Unidos | En servicio |
| OH-58A                         | 1        | Helicóptero de entrenamiento y transporte                 | Estados Unidos | En servicio |

## Titulares 1915-1985
En la siguiente lista se enuncian algunos de los Comandantes en Jefe de la Armada Nacional:
| Nombre                        | Período               | Período               |
| Nombre                        | Nombramiento          | Cese                  |
| ----------------------------- | --------------------- | --------------------- |
| C/A Juan Escabini             | 15 de octubre de 1915 | 26 de junio de 1919   |
| C/A Francisco Ruete           | 26 de junio de 1919   | 26 de abril de 1920   |
| C/N Arnaldo A. Conforte       | 26 de abril de 1920   | 8/XI/1920             |
| C/A Tomás Rodríguez           | 8/XI/1920             | 28/IV/1924            |
| C/A José Aguiar               | 28/IV/1924            | 28/X/1926             |
| C/N Arnaldo A. Conforte       | 28/X/1926             | 19/V/1927             |
| C/N Federico García           | 19/V/1927             | 7/V/1931              |
| V/A Arturo Juambeltz          | 7/V/1931              | 16/VI/1938            |
| V/A Gustavo Schroeder         | 16/VI/1938            | 4/XI/1945             |
| C/A Juan Battione             | 4/XI/1945             | al 9/III/1948         |
| C/A Carlos Travieso           | 9/III/1948            | 13/IV/1948            |
| C/A Alfredo Aguiar            | 13/IV/1948            | 20 de marzo de 1953   |
| C/A José J.C. Correa          | 21 de marzo de 1953   | 14 de octubre de 1954 |
| C/A Eduardo Beraldo           | 14 de octubre de 1954 | 2 de marzo de 1959    |
| C/A Víctor Dodino             | 2 de marzo de 1959    | 17 de octubre de 1963 |
| C/A Pedro Torres Negreira     | 17 de octubre de 1963 | 31 de marzo de 1967   |
| C/A Francisco de Castro       | 31 de marzo de 1967   | 10 de marzo de 1969   |
| C/A Guillermo Fernández       | 1 de marzo de 1969    | 24 de marzo de 1972   |
| C/A Juan José Zorrilla Camps  | 24 de marzo de 1972   | 11 de abril de 1973   |
| C/N Conrad Olazábal           | 11 de abril de 1973   | 28 de abril de 1973   |
| V/A Víctor González Ibargoyen | 28 de abril de 1973   | 27 de junio de 1973   |
| Dictadura cívico-militar      |                       |                       |
| V/A Víctor González Ibargoyen | 27 de junio de 1973   | 28 de abril de 1977   |
| V/A Hugo León Márquez         | 28 de abril de 1977   | 24 de abril de 1981   |
| V/A Rodolfo Invidio           | 24 de abril de 1981   | 29 de abril de 1985   |

## Titulares 1985-2017
En la siguiente lista se enuncian algunos de los Comandantes en Jefe de la Armada Nacional:
| Nombre                            | Período                  | Período                  |
| Nombre                            | Nombramiento             | Cese                     |
| Retorno de la democracia          | Retorno de la democracia | Retorno de la democracia |
| --------------------------------- | ------------------------ | ------------------------ |
| V/A Hugo de Barros                | 29 de abril de 1985      | 1 de febrero de 1986     |
| V/A José P. Imizcoz               | 1 de febrero de 1986     | 9 de abril de 1986       |
| V/A Ricardo Largher Troise        | 9/IV/1986                | al 1/II/1990)            |
| V/A James Coates Rovira           | 1/II/1990                | 2/II/1995                |
| V/A Raúl W. Risso Pedranzini      | 2 de febrero de 1995     | 2 de febrero de 1998     |
| V/A Gualberto Ruiz Estellano      | 2 de febrero de 1998     | 1 de febrero de 1999     |
| V/A Francisco Pazos Maresca       | 1 de febrero de 1999     | 3/VIII/2001              |
| V/A Carlos Giani Ferreri          | 3/VIII/2001              | 1/II/2004                |
| V/A Tabaré Daners Eyras           | 1/II/2004                | 1/II/2006                |
| Alte. Juan Heber Fernández Maggio | 1/II/2006                | 1/II/2010                |
| Alte. Oscar Debali De Palleja     | 1/II/2010 al             | 10/VIII/2010             |
| Alte. Alberto Caramés             | 1/IX/2010                | 14/V/2012                |
| Alte. Ricardo Giambruno           | 15/V/2012                | 01/II/2015               |
| Alte. Leonardo Alonso             | 01/II/2015               | 31/I/2017                |

## Titulares 2017- actualidad
En la siguiente lista se enuncian algunos de los Comandantes en Jefe de la Armada Nacional:
| Nombre                                            | Período               | Período             |
| Nombre                                            | Nombramiento          | Cese                |
| ------------------------------------------------- | --------------------- | ------------------- |
| Alte. Carlos Abilleira                            | 1° de febrero de 2017 | 3 de marzo de 2020  |
| Alte. Jorge Wilson                                | 4 de marzo de 2020    | 3 de marzo de 2025  |
| C/A José Luis Elizondo (interino)                 | 4 de marzo de 2025    | 3 de agosto de 2025 |
| Alte. José Luis Elizondo (confirmación del cargo) | 4 de agosto de 2025   | En el cargo         |